# كين مونكو
كين مونكو (بالهولندية: Kenneth Monkou) مواليد 29 نوفمبر 1964 في مقاطعة نيكيري، هو لاعب كرة قدم هولندي سابق كان يلعب كمدافع. لعب خلال مسيرته 356 مباراة سجل خلالها 15 هدفاً.

## المسيرة الاحترافية

### أندية لعب لها
- فاينورد
- تشيلسي
- نادي ساوثهامبتون
- هدرسفيلد تاون

## روابط خارجية
- كين مونكو على موقع قاعدة بيانات كرة القدم.إي يو (الإنجليزية)
- كين مونكو على موقع Soccerbase.com (لاعب) (الإنجليزية)
- كين مونكو على موقع عالم كرة القدم.نت (الإنجليزية)